# Црнелово-Горне
Црнелово-Горне (серб. Црњелово Горње / Crnjelovo Gornje) — село в общине Биелина Республики Сербской Боснии и Герцеговины. Население составляет 1406 человек по переписи 2013 года.

## Спорт
В селе базируется футбольная команда «Слога», образованная в послевоенные годы.